# الرقابة على الإنترنت في روسيا

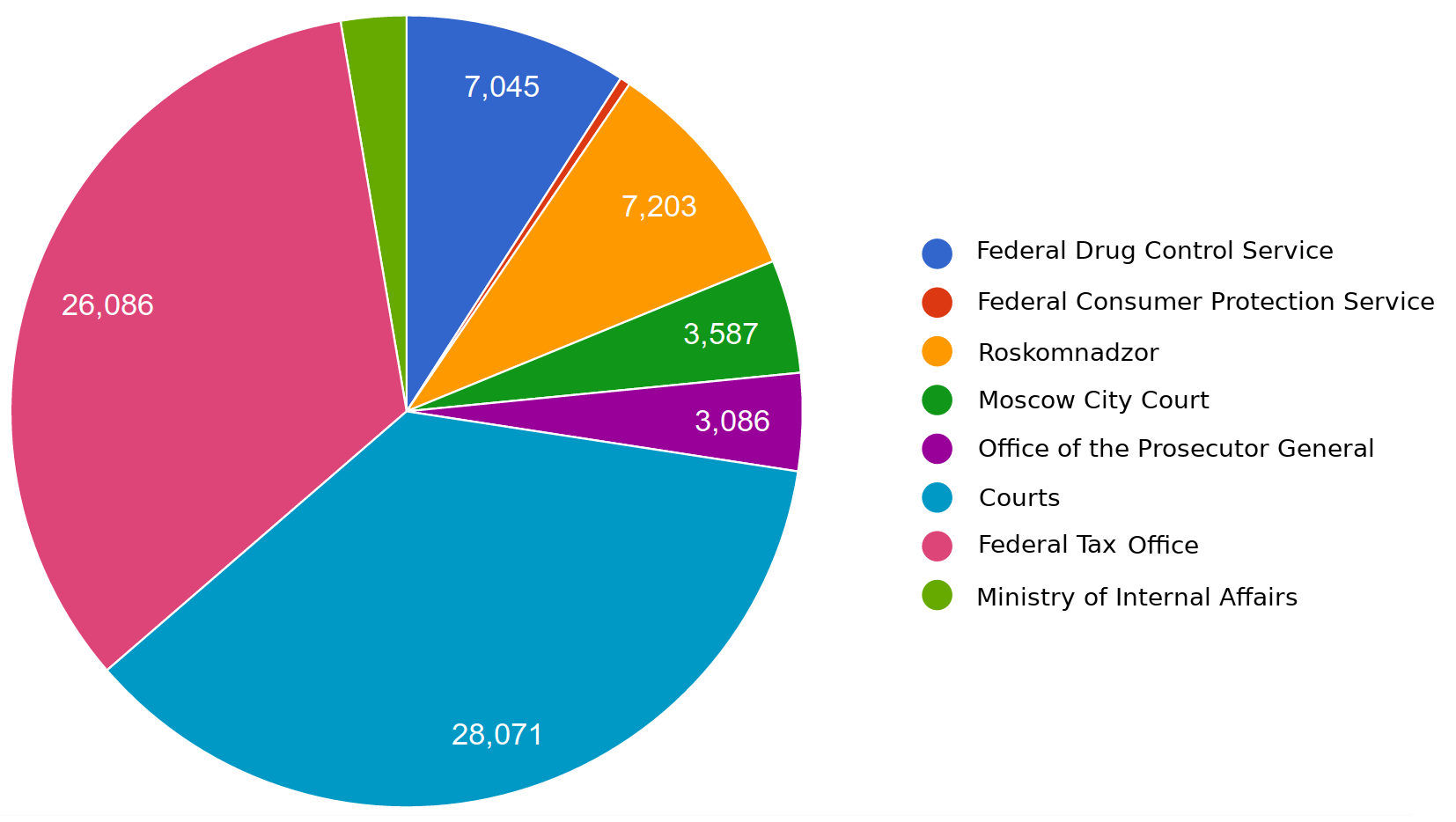
عدد الإدخالات في القائمة السوداء للإنترنت في روسيا اعتبارًا من يونيو 2017، التوزيع حسب الوكالات

تفرض الرقابة على الإنترنت في الاتحاد الروسي على أساس عدة قوانين وبواسطة عدة آليات. منذ 2012، تحافظ روسيا على لائحة سوداء مركزية للإنترنت (تعرف باسم «السجل الواحد») تديرها المصلحة الفدرالية للإشراف على الاتصالات وتكنولوجيا المعلومات ووسائل الإعلام العامة (روسكومنادزور). تستخدم اللائحة للرقابة على محددات موقع الموارد المحدد (يو آر إل)، وأسماء النطاقات، وعناوين بروتوكولات الإنترنت. فرضت بالأساس لحجب المواقع التي تروج لانتهاكات المخدرات وإنتاج المخدرات، ووصف طرق الانتحار، والتي تحتوي على مشاهد إباحية للأطفال. عدلت فيما بعد للسماح بحجب المواد التي تصنف متطرفة بإضافتها إلى اللائحة الفدرالية للمواد المتطرفة. وفقًا لمنظمة فريدوم هاوس (بالعربية: بيت الحرية)، فإن هذه القوانين كثيرًا ما انتهكت لحجب الانتقادات الموجهة للحكومة الفدرالية أو الإدارات المحلية. يطبق قانون يمنع «انتهاك حرية الوسائل الإعلامية العامة» عملية إجرائية لإغلاق وسائل الإعلام على الإنترنت. في مارس 2018، وقع على التشريع الذي يفرض غرامات للذين يعتبر (من قبل الحكومة) بأنهم ينشرون «أخبار زائفة» ويظهرون «قلة احترام صارخة» تجاه سلطات الدولة لضمه للقوانين المعمول بها.
في يونيو 2020، أصدرت المحكمة الأوروبية لحقوق الإنسان حكمًا ضد روسيا في قضية تتضمن حجب مواقع تنتقد الحكومة (من بينها موقع تابع لغاري كاسباروف)، إذ كانت حرية التعبير لجهة الادعاء قد انتهكت.

## الحالة
صنفت روسيا «حرة جزئيًا» في مؤشر الحرية على الشبكة الصادر عن منظمة فريدوم هاوس في 2009 (الدرجة 49)، و2011 (الدرجة 52)، و2012 (الدرجة 52)، و2013 (الدرجة 54)، و2014 (الدرجة 60) وصنفت «غير حرة» في 2015 (الدرجة 62)، و2016 (الدرجة 65)، و2017 (الدرجة 66)، و2018 (الدرجة 67) حيث تتراوح الدرجات من 0 (الأكثر حرية) إلى 100 (الأقل حرية).
كانت روسيا على قائمة مراسلين بلا حدود للبلدان الخاضعة للرقابة بين عامي 2010 و2013 ونقلت إلى قائمة أعداء الإنترنت في 2014.
وجد أن روسيا منخرطة في تصفية انتقائية للإنترنت في المجالات السياسية والاجتماعية ووجدت أدلة على التصفية في مجالات النزاعات/الأمن وأدوات الإنترنت من قبل مبادرة إنترنت مفتوح (أوبن نت) في ديسمبر 2010.
منذ 2015 على الأقل، تتعاون روسيا مع مسؤولي الأمن الصينيين في جدار الحماية العظيم لتطبيق البنية التحتية الروسية لاستعادة وتصفية البيانات.
في سبتمبر 2019، بدأت وكالة روسكومنادزور بتركيب المعدات لعزل روسيا، بما فيها الهواتف المحمولة، عن بقية الإنترنت في حال إصدار الحكومة أمرًا من هذا النوع، كما يشترط القانون الذي يبدأ تنفيذه في نوفمبر 2019. كان تبرير الحكومة أن الهدف منع الهجمات الإلكترونية من الولايات المتحدة، ولكن البعض أبدى مخاوفه من إنشاء «ستار حديدي» للإنترنت.

## الوكالات
تشرف وكالة روسكومنادزور (المصلحة الفدرالية للمراقبة في مجالات الاتصالات والمعلومات والتكنولوجيا والإعلام العام) على الإعلام في الاتحاد الروسي، كفرع من وزارة الاتصالات والإعلام العام.
يمكن للروسكومنادزور، إلى جانب عدة وكالات أخرى كالمصلحة الفدرالية للسيطرة على المخدرات، والمصلحة الفدرالية لحماية المستهلك، ومكتب المدعي العام، أن يحجبوا أصناف معينة من المحتوى من دون أمر محكمة: كالدعوات للأفعال العامة غير المصرح بها، والمحتوى الذي يعد متطرفًا، والمواد التي تنتهك حقوق الملكية، والمعلومات الخاصة بالضحايا القاصرين للجرائم، وصور انتهاك الأطفال، والمعلومات التي تشجع على استخدام المخدرات، ووصف طرق الانتحار. يمكن حجب الأنواع الأخرى من المحتوى بواسطة أمر محكمة.
يعد مزودو خدمات الإنترنت مسؤولين قانونيًّا عن أي محتوى غير قانوني يمكن لمستخدميهم الوصول إليه (مسؤولية وساطة).

## تاريخها

### التطورات 2004-2012
في 2004، لم يكن الإنترنت متاحًا سوى لأقلية من الروس (8% من إجمالي السكان). في مايو 2008، كان الاتصال بالإنترنت متاحًا لنحو 32.7 مليون مستخدم في روسيا (نحو 30% من السكان). في ديسمبر 2015، كان الاتصال بالإنترنت متاحًا لمعظم البلد، 92.8 مليون روسيًّا (70% من التعداد السكاني).
بعد زيارته لروسيا في 2004، أشار ألفارو جيل-روبلز، وكان حينها مفوض حقوق الإنسان التابع للمجلس الأوروبي، ارتفاع جودة الأخبار وسرعة تفاعل وسائط الإنترنت الروسية. كانت كل الجرائد الأساسية تقريبًا متاحة على الإنترنت، مع اعتماد بعضها على شبكة الويب كمكان وحيد لنشر المعلومات. كانت وكالات الصحافة الروسية (بما فيها ريا-نوفوستي وإيتار-تاس البارزتين) أيضًا ممثلة على الويب.
في أبريل 2008، أشارت وكالة فرانس-برس إلى أن «الإنترنت أكثر المساحات حريةً في الإعلام الروسي، حيث تخضع كل قنوات التلفزيون تقريبًا، والعديد من الجرائد للسيطرة الحكومية الرسمية أو غير الرسمية».

وكما يذكر كيريل بانكراتوف في أبريل 2009 في جريدة موسكو تايمز:
حتى بإغفال الطبيعة العشوائية للويب، فإن هناك العديد من المواد باللغة الروسية عن القضايا السياسية والاجتماعية مكتوبة بشكل جيد وتمثل طيفًا واسعًا من الآراء. ولكن هذا لا يعني أن كل الروسيين واعون كفايةً بالقضايا السياسية والاجتماعية المهمة في الوقت الحاضر. ولكن هذه مسألة اختيار شخصي بشكل كبير، وليست ناتجة عن قيود حكومية. إذا كان أحد ما أكسل من أن ينقر بضع نقرات للقراءة وزيادة الوعي بقضايا ووجهات نظر متنوعة، فربما يستحق أن تغذيه الحكومة ببروباغاندا إعلامية مداهنة وأحادية الجانب.
في خطبة للجمعية الفدرالية في نوفنبر 2009، أقر رئيس روسيا حينها، ديمتري ميدفيدف بأن ترتيب روسيا كان حينها 63 عالميًا فقط وفق تقديرات مستوى تنمية البنى التحتية للاتصالات. أكد على ضرورة توفير وصول للإنترنت واسع النطاق للمنطقة الروسية بأكملها خلال 5 سنوات، وإدارة الانتقال نحو التلفزيون الرقمي، إضافةً إلى معايير الاتصال الخليوي اللاسلكي من الجيل الرابع (4جي).
أشارت مبادرة الإنترنت المفتوح في 2010 إلى أنه بالرغم من أن «غياب التصفية العلنية بأمر من الدولة للإنترنت في روسيا أدى إلى استنتاج بعض المراقبين أن الإنترنت الروسي يمثل مساحةً مفتوحة وغير مهددة»، فإن الحكومة كانت تمتلك مقاربة إستراتيجية مثابرة للتحكم بالمعلومات على وسائل الإعلام الإلكترونية. ربما كانت الهجمات الإلكترونية عام 2007 على إستونيا والهجمات الإلكترونية خلال الحرب الروسية الجورجية (2008) «مؤشرًا على اهتمام الحكومة الفعال بتجنيد وتشكيل النشاطات في فضاء روسيا الإلكتروني».

### التطورات منذ 2012

#### تأسيس القائمة السوداء وتوسيعها
اتخذت أولى إجراءات الرقابة القضائية العامة في البلاد من قبل الحكومة في صحوة الاحتجاجات الروسية 2011-13. شملت هذه قانون قائمة الإنترنت السوداء المطبق في نوفمبر 2012. المعايير الخاصة بالإضافة إلى القائمة السوداء كانت تشمل في البداية إباحية الأطفال، والترويج للانتحار، والمخدرات غير القانونية. في 2013، عدلت القائمة السوداء بمحتوى «مشتبه بتطرفه»، «ينادي بلقاءات غير قانونية»، «يدعو للكراهية»، «ينتهك النظام المعمول به».
سمح القانون بتفسير مرن وشمل نطاق واسع من المحتوى الذي كان ينتهك باستمرار من قوى الأمن والإدارة لتوفير غطاء لحجب المنشورات الناقدة لسياسات الدولة أو التي تصف مشاكل الحياة اليومية في روسيا.
على سبيل المثال، حجبت مواقع معارضة مشهورة تدعو للاحتجاجات ضد أحكام المحكمة في قضية ساحة بولوتنايا بتهمة «الدعوة لأفعال غير قانونية»، وحجب فيديو طرق غبية للموت المتعلق بالسلامة في وسائل النقل العامة بوصفه «بروباغاندا انتحارية»، وكذلك مواقع تناقش الاستقلال الفدرالي لسيبيريا – بصفتها «تهجمًا على أسس الدستور»، ومقالة عن تسريح ناشط مثلي من عمله بالإضافة إلى مجتمعات داعمة لحقوق مجتمع الميم، وذلك بوصفها «بروباغاندا للعلاقات الجنسية غير التقليدية»، ونشر شعار بوسي ريوت الذي اعتبر «إهانةً لمشاعر المؤمنين»، ونقد إفراط الحاكم في الإنفاق بوصفه «إهانةً للسلطات»، ونشر قصيدة داعمة لأوكرانيا «تحريض على الكراهية»...إلخ. حجب صنف منفصل من المواد بسبب «التطرف» منه العديد من المنشورات الدينية، معظمها إسلامي أو لشهود يهوه. يمكن الاحتجاج على الحجب في المحاكم، وقد نجحت حالات الاستئناف هذه في بعض الحالات.